# Eli'ezer Kulas
Eli'ezer Kulas (hebrejsky: אליעזר קולס, narozen 29. srpna 1944) je izraelský politik a bývalý poslanec Knesetu za stranu Likud.

## Biografie
Narodil se ve městě Kyzylorda v tehdejším Sovětském svazu (dnes Kazachstán). V roce 1948 přesídlil do Izraele. Vystudoval střední školu v Haifě a pak obor ekonomie, statistika a právo na Hebrejské univerzitě. Získal osvědčení pro výkon profese právníka.

## Politická dráha
V roce 1962 vstoupil do Liberální strany, působil jako poradce ministra bydlení a výstavby a ministra průmyslu, obchodu a turismu. Zasedal ve správě města Aškelon.
V izraelském parlamentu zasedl poprvé po volbách v roce 1981, do nichž šel za stranu Likud. Byl členem výboru pro ekonomické záležitosti a výboru House Committee. Předsedal výboru pro ústavu, právo a spravedlnost. Mandát poslance obhájil za Likud ve volbách v roce 1984, po nichž se stal členem výboru práce a sociálních věcí a výboru House Committee. Dále předsedal výboru pro ústavu, právo a spravedlnost. Ve volbách v roce 1988 mandát poslance neobhájil.